# Клетка 2
„Клетка 2“ (на английски: The Cell 2) е издаден директно на видео продължение от филма „Клетката“ (2000). Филмът е пуснат на DVD в Съединените щати на 16 юни 2009 г.